# エア・コンディショナー

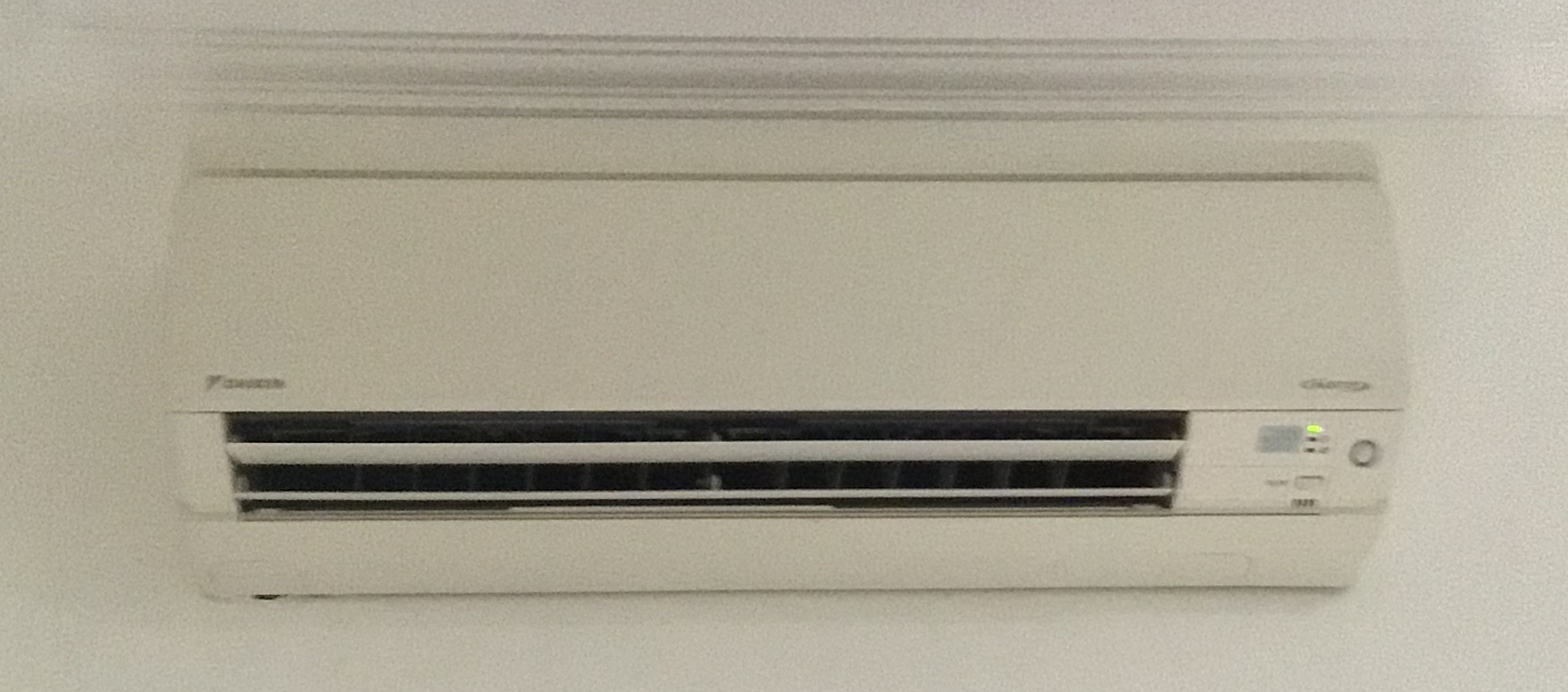
ダイキン工業製のエアコン

エア・コンディショナー（英: air conditioner）とは、空調設備の一つで、室内の空気の温度や湿度などを調整する機械である。日本での通称はエアコン。本記事では「エアコン」と表記する。
狭義では、パッケージ・エア・コンディショナーや家庭用のルーム・エア・コンディショナーのうち、水以外の熱媒体で熱を搬送する装置、つまりヒートポンプを指す。
なお、「エアコン」は「エアー・コンディショニング」または「エアー・コンディション」の略として使用される場合もある。
また、日本語で「クーラー」というとエアコンの冷房用での使用や冷房専用タイプを指すことが多いが、英語の「Cooler」は主としてクーラーボックスを意味する。
日本語の「エアコン」は冷房と暖房が出来るヒートポンプ式の空調設備を示すが、英語で「air conditioner」や「Air conditioning」というとヒートポンプなど技術的な意味を問わず、冷房、冷房機など冷房専用タイプを含む意味である。英語で日本語の「エアコン」に相当する単語、熟語は無く、相当する製品は「heating and air conditioning system」（暖房と冷房システム）や「Cool & Heat」と呼ばれ販売されている。
日本では、上記の狭義で説明されているヒートポンプ式の空調機器を「エアコンディショナー」として家庭用品品質表示法の適用対象としており、電気機械器具品質表示規程に定めがある。

## 歴史
1758年、ベンジャミン・フランクリンとジョン・ハドリーは、蒸発の原理（蒸発熱）を使って物体を急速に冷却する実験を行った。フランクリンとハドリーはアルコールなどの揮発性の高い液体の蒸発を試し、エーテルを使うと物体を氷点下にまで冷却できることを発見した。実験では水銀柱式温度計の球部を冷却対象とし、蒸発を早めるためにふいごを使った。周囲の気温が65 °F (18 °C)の状態で、温度計の球部を 7 °F（−14 ℃）にまで冷却することができた。フランクリンは、温度が氷点下になると間もなく温度計の球部表面に薄く氷が張ったことに気づいた。そして 7 °F（−14 ℃）にまで達したとき、氷の厚さは6ミリメートル（4分の1インチ）ほどになっていた。フランクリンは「この実験で、暖かい夏の日に人間を凍死させられる可能性があることがわかった」と結論付けた。
1820年、イギリスの科学者で発明家のマイケル・ファラデーは、圧縮により液化したアンモニアを蒸発できるようにすると、周囲の空気を冷却できることを発見した。
1842年、アメリカ合衆国（アメリカ）フロリダ州の医師ジョン・ゴリーは圧縮冷凍技術を使って氷を作り、アパラチコーラの彼の病院でそれを使い、患者のために病室を冷やした。彼はさらにその製氷機を使って建物全体の温度を調節しようと考えた。そして、都市全体の空調を集中制御するという構想まで描いた。彼の試作品は常にうまく機能するわけではなかったが、ゴリーは製氷機の特許を1851年に取得した。しかし、パトロンが死に、本格的に開発する資金を集められなかった。ゴリーの伝記を書いたビビアン・シャーロックによれば、ゴリーは製氷で財を成したフレデリック・チューダーが彼の発明を誹謗するキャンペーンを行ったと疑い、チューダーを非難した。ゴリーは貧困の中で1855年に亡くなり、その空調のアイディアは約50年間顧みられることはなかった。
空気調和の初期の商業利用は、個人の快適さのためではなく、工業で必要とされる冷気を生み出すために使われた。最初の電気式エア・コンディショナーは1902年、アメリカニューヨーク州シラキュースのウィリス・キャリアが発明した。印刷工場の製造工程を改善するために設計されており、温度だけでなく湿度も制御できるようになっていた。温度と湿度を低く保つことで、紙の状態が一定となり、インクの付き方が一定になる。その後もキャリアの技術は様々な仕事場の生産性向上に応用され、増大する需要に応えるために The Carrier Air Conditioning Company of America（キヤリア社）を創設した。その後、エア・コンディショナーは住宅や自動車で室内の快適さを向上させる手段として使われるようになっていった。アメリカでは1950年代に家庭用エア・コンディショナーが爆発的に売れるようになった。
1906年、アメリカのスチュアート・W・クラマーは、自身の経営する織物工場内に湿気を追加する方法を探していた。クラマーは同年出願した特許で初めて「エア・コンディショニング（空気調和）」という言葉を使った。これは、織物製造工程として当時よく行われていた水調和（英: water conditioning）を真似て名付けたものだった。彼は加湿と換気を組み合わせて工場内の湿度を制御し、織物工場に最適な湿度を実現した。ウィリス・キャリアはこの用語を採用し、社名にも組み込んだ。水分を空気中に蒸発させるこの方式には冷却効果があり、現在ではミスト散布として知られている。
初期のエア・コンディショナーや冷蔵庫は、アンモニア、クロロメタン、プロパンといった有毒または可燃性のガスを使用しており、それらが漏れ出すと死亡事故に繋がる危険性があった。トマス・ミジリーは世界初のフロン類であるフレオンを1928年に開発した。この冷媒は人間には安全だったが、後になって、太陽光に含まれる紫外線を吸収して、オゾン層を損傷させることがわかった。「フレオン」はデュポン社の商標であり、実際はクロロフルオロカーボン（CFC）、ハイドロクロロフルオロカーボン（HCFC）、ハイドロフルオロカーボン（HFC）といった物質で、商品名（R-11, R-12, R-22, R-134a）には分子構成を示す数が付けられている。住宅などの空調によく使われたものはR-22という商品名のHCFCである。これは2010年までに新製品には使われなくなり、2020年以降に完全に製造されなくなる予定である。アメリカでは自動車のエア・コンディショナーのほとんどがR-12を使っていたが、1994年にR-134aに切り替えられた。R-11とR-12はアメリカ合衆国内では既に生産されておらず、廃棄されたエア・コンディショナーから回収したガスをきれいにしたものが売られているだけとなっている。オゾン層に影響しないいくつかの冷媒が代替フロンとして開発されており、例えばR-410Aはブランド名「プロン」で販売されている。オゾン層に悪影響を与える主な冷媒はR-11、R-22、R-123である。ただし、R-410A冷媒などの代替フロンは強力な温室効果ガスでもあったフロン類ほどではないものの、やはり地球温暖化係数が高いため、これに代わる次世代冷媒の開発が行われている。
第二次世界大戦後、エアコンの開発・生産と利用は世界的に広がった。室外機と分離することで住宅の壁に掛けられるほど薄型・軽量化されたエアコンが1968年（昭和43年）に日本で発売され（三菱電機）、国立科学博物館の重要科学技術史資料（未来技術遺産）の一つに2018年選定されている。
熱帯・亜熱帯の国々の経済成長や、日本などにおける夏場の仕事・生活の環境改善は、エアコンによる冷房の普及があったからこそという評価もある。赤道近くにあるシンガポールの元首相リー・クアンユーは「東南アジア諸国にとって、エアコンは20世紀最大の発明」と語ったことがある。一方、欧州各国の中には夏場に高温となる地域があるにもかかわらず、家庭における普及率は低迷しており、2017年時点で5 %と推測する報告書もある。イギリスでは2022年時点でも多くの学校には冷房が無い。
空気調和テクノロジーにおける技術革新は続き、近年ではエネルギー効率と屋内の空気質の改善が中心テーマとなっている。従来の冷媒の代替として二酸化炭素（R-744）のような自然に存在する物質も提案されている。

## 型式

気体液化ヒートポンプのしくみ。
1：凝縮器、2：膨張弁、3：蒸発器、4：圧縮機
赤が高温、青が低温。

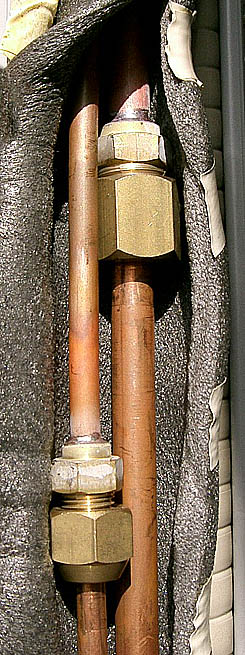
室外機と室内機を接続する冷媒配管。断熱材で覆われる。

基本機能として冷房専用形と冷暖房兼用のヒートポンプ形がある。
また、次のような形態がある。

### ユニットの形態
- 一体型 - 圧縮機・凝縮器・蒸発器が一体となったもの。冷媒配管が不要である。家庭用の窓枠取り付け型、キャスターがついて自由に移動できる冷風機、鉄道車両用などに見られる。
- リモートコンデンサ型 - 圧縮機・蒸発器が一体となった室内機と、凝縮器のみを内蔵した室外機を冷媒配管で接続したもの。室内側に圧縮機があるためメンテナンスが容易で、カスタマイズ（ヒーターや加湿器の取り付けなど）を必要とする工場（設備）用や、業務（ビル）用の一部で使われていたが、室内に圧縮機の騒音や振動が発生することや、室内機に圧縮機を内蔵する構造から室内機のバリエーションが限られ（基本的に床置き形のみ）、室内の状況に応じた機器（室内機）の配置がしにくいとった問題がある。このため近年では後述するリモートコンデンシングユニット型（家庭用のセパレートタイプ）やマルチ式（ビル用など）が主流となっている。通称「中コン（なかこん：室内機側に圧縮機 = コンプレッサーがあるため）」または「リモコン型（一部のエアコンメーカー）」。
- リモートコンデンシングユニット型 - 圧縮機・凝縮器が一体となった室外機と、蒸発器が内蔵された室内機を冷媒配管で接続したもの。家庭用のセパレートタイプはこの方式。マルチ式も含め機器が大型高出力の業務用では、設置条件に応じて異なるタイプの室内機が選択できる。
- マルチ式 - 圧縮機・凝縮器が一体となった室外機と、蒸発器が内蔵された複数の室内機を冷媒配管で接続したもの。業務（ビル）用の主流。家庭用にも販売されているが、実例は少ない。

### 室内機の形態
- 床置型（スタンドスタイル） - タンス程度の大きさ、あるいは窓際に高さ1メートル程度の上部に吹出し口を持つ室内機が、壁際にむき出しで設置されている。業務（ビル）用では1970年代頃まで主流のタイプで、現在でも古い地下鉄の駅や工場、事務室などでよく見かける事ができる。室内機の分、床面積が減るため新規の建物では使用が減ったが、業務用では壁や天井の強度が問題にならないことや工事費・工期等でも有利になるため完全には廃れていない。韓国では家庭用タイプにおいても室内機が壁掛型よりも床置型の方が多い[13]。なお、圧縮機・凝縮器・蒸発器・送風機を一体として、キャスターがついて自由に移動できるものは冷風機として、業務用・家庭用共に販売されている。
- 壁掛型 - 家庭用セパレートエアコンのタイプ。業務用も存在するが重量面の制約が多く少数派。
- 天井吊型 - 倉庫などのような天井骨組みがむき出しの場合や学校などの一部公共施設に使われる。
- 天井埋め込みカセット型 - 通称「天カセ」。表面に吸込口・吹出し口のある蒸発器内蔵ユニットを天井内に埋め込むもの。天井面がフラットになり、床置き形のように床面積も減らないため、店舗やオフィスビルなど業務用で多く用いられている。設置工事が大がかりになるため新装開店やリフォームと併せての導入が多い。
- 床置型（ファンヒータースタイル） - 家庭用セパレートタイプのバリエーションの1つで、石油ストーブ類似の形態をしている。1980年代頃までは主に和室用に使われたが、冷房能力上の問題点（熱対流上壁掛型・天井埋め込みカセット型に比べて不利）から急速に数を減らした。しかし天井まわりの構造が特殊なデザイナーズ物件などの需要もあり完全な消滅には至っていない。また、同様の理由で暖房時は有利という面もある。
- ダクト接続型 - ユニットとダクトを接続し、任意の場所に吸込口・吹出し口を設けられるもの。大型ビルやホテル等用。

### 冷房専用及び暖房専用機種
冷房または暖房のみを必要とする消費者のために、それぞれに特化した機種がある。長所は、特化することで、価格が安く、消費電力が少なく、室内機や室外機が小さく、操作が簡単なことである。機種によっては、広い場所で使用するために強力な性能を持っている物もある。
韓国ではオンドルが普及しているため、冷房専用の床置型が多い。

## 家庭用

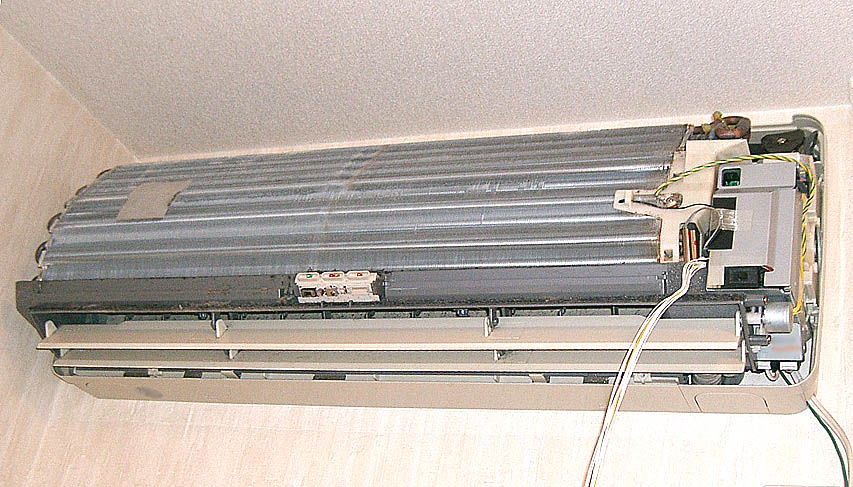
蒸発器 （暖房時は凝縮器として働く）

ルームエアコンとも呼ばれる家庭用エアコンには、形態として、圧縮機・凝縮器・蒸発器が一体となった窓型と、圧縮機・凝縮器が一体となった室外機と、蒸発器が内蔵された室内機とで構成されるセパレート型（東芝では「スプリット型」という）の2種類がある。セパレート型では、日本などの東アジア圏では壁掛型が主流である。一方、欧州では横長長方形の窓型がほとんどである。
さらに米国では、一般家庭であってもダクトを使用して各部屋に冷暖房を行うダクト方式が普及してきたが、日本のエアコンに代表されるダクトレス方式も評価されつつある。
能力によって、2.2 kW、2.5 kW、2.8 kW、3.6 kW、4.0 kW、4.5 kW、5.0 kW、5.6 kW、6.3 kW、7.1 kW などがある。使用する電圧も、単相100Vと、単相200Vと、動力の三相200Vがある。通常、エアコン一台に子ブレーカー一個を用意する。なお、日本の家庭用エアコンは窓型、セパレート型とも、2001年より家電リサイクル法の対象となり、廃棄の際に適正な処理が義務付けられた。
動力の三相200Vエアコンは室外ユニットや室内ユニット共外観上一般の100/200V単相エアコンと同じであるが、省令による規制があるため受電方法が異なる。電気設備技術基準（経産省令）の規定では家庭で三相200Vを使用できるのは屋外機器のみとされている。そのため動力エアコンは室外電源のみ三相200Vであり室内ユニットの運転および通信制御は別途室内側で受電した単相100/200Vで行われる。従って一部のメーカー（ダイキン工業など室内電源を室外ユニット送り以外で受電不可能な機種）での業務用エアコンを住宅へ設置した場合、電力会社との図面協議で指摘され送電拒否や変更を求められるケースが生じる。
家庭用エアコンは、冷房・暖房・ドライ（除湿）など多様な空気調整が可能な機種が製造・販売の多くを占める。最近はトップランナー方式による省エネ化が進み、内部の改良とも相まって以前のものよりも消費電力が少なくなっている。日本国内で発売されるセパレート型のエアコンはほぼ全てインバータ制御を内蔵した機種になっている（ただし、窓型エアコンについては非インバータのものが大半を占めている）。インバータエアコンは1981年に当時の東京芝浦電気（現・東芝）が世界で初めて発売した。当初は、圧縮機には誘導電動機を用いていたが、1990年代に高効率なブラシレスDCモータを採用してPAM制御により電圧を細かく制御し、現在では、日本で発売される家庭用エアコンに搭載される圧縮機用・ファン用のモータは、ほぼ全てがブラシレスDCモータになっている。日本ではインバータエアコンが主流であるが、世界的に見れば一定速である非インバータエアコンがまだまだ主流である。
また、非インバータエアコンでは商用電源周波数による能力の差があり、50Hz地域では60Hz地域より1 - 2割能力が落ちるが、インバータエアコンではそれがない。そのため、非インバータが主流であった当時のエアコンのカタログは50Hz・60Hz地域で別々に作成していた。現在では、非インバータの窓型エアコンのカタログで、50Hz・60Hzそれぞれの場合の能力が併記されているのが見受けられる。能力の違いは圧縮機に用いる誘導電動機の回転数が電源周波数に依存するためである。なお日本での窓用エアコンでのインバータ採用例は松下電器産業（現・パナソニック）のCW-G18系が空前にして絶後になった。同機種は年毎の僅かなマイナーチェンジのみで20年以上発売され続けた。窓用インバータエアコンは森田電工（現・ユーイング）からも発売されていたが、現在同社はエアコン事業から撤退している。
差別化機能としてマイナスイオンの発生、フィルタの自動清掃、空気清浄機、換気、加湿、赤外線センサによる温度分布の監視、人工知能による室内環境の解析、HA JEMA標準端子-A、インターネットによる気象データ取得など、様々な機能が開発されている。韓国ではミセモンジ（粒子状物質）対策として空気清浄機能付きが多い。
家庭用での暖房では、「すぐに温風が出て欲しい」という需要が高い。そのため、外気温が低い場合は、停止中でも機器を予熱をする機能を持つ機種がある。また、冷媒寝込みを防ぐためのヒーターを持つ機種もある。このような機種では冬場の待機電力は多い。省エネと快適性を両立させるため、温度センサーと気象予報などのデータから室温の変化を予測して先回りで制御する機種もある。
また、寒冷地など暖房時に外気温が低すぎる場合は、屋外で燃焼をした熱をヒートポンプする「石油エアコンディショナー」がある。同様にガス の火で熱を発生させ、その熱を室内へ送る「ガスエアコンディショナー」もある。寒冷地で、除霜運転が多いことが予想される場合は有効な選択である。なお、家庭用では、冷房にガスや石油の力はあまり使用されていない。過去にパナソニックや東芝なども石油や都市ガス等を使ったエアコンも販売されていたが、暖房時におけるエアコン自体の性能向上に伴い、採用されるケースが少なくなった。
窓型エアコンは、「ウインドエアコン」とも呼ばれる。長所は、セパレート型に比べ、小型であり、安く、個人で取り付け(取り外し)ができることである。壁に配管用の穴を開けたり、室内機の固定工事を施す必要が無く、窓さえあれば設置できるため、賃貸物件等でエアコンの設置に制限がある場合にも向いている。短所は、圧縮機を室内側と離隔できないため騒音や振動が大きいこと、装置重量を分散できないため小型のシステムとなり能力は落ちることである。窓用は可搬型のスポットクーラー等との共通性もあるため完全に廃れてはいないものの、平成期以後は比較的家賃が安い物件にもエアコンの固定設置が進んだことで需要が減って量産効果も出にくくなり価格競争力も失われつつある。
ちなみに海外にも日本と同様の壁掛型（欧米では窓型の方が主流）のエアコンが普及しているが、日本のエアコンほど機能面では豊富でなく、シンプルな単機能のものが多い。また欧米では暖房としてセントラルヒーティングや暖炉などが住宅に備わっているケースもあるため、「air conditioner」というと冷房専用機を前提に話をしているケースが多々ある。
家庭用のルームエアコンは家電製品であると共に、住宅設備としての一面も併せ持つ。そのため、販路や商習慣の違いによって電器店向けの機種と、住宅設備工事業者向けの機種が用意されている。後者は住宅を新築する際に同時に据え付けるというニーズに対応したものであり、型番やスペック、価格（量販店向けの機種はオープン価格なのに対して、住宅設備向けは希望価格が定められている）で区別される。
家庭用エアコンの寿命は2021年3月の消費者動向調査によると、エアコンの平均使用年数は13. 2年である。エアコンの寿命の目安として、メーカーが設定した「設計上の標準使用期間」があり、多くの国内メーカーは10年と設定している。その期間を超えて使用していると劣化による発火などの恐れもあるため買い替えが推奨されている。

## 業務用
業務用エアコンは、大型のものや各種原動機を使用したものが存在する。2002年からフロン類を冷媒とする業務用機器は、フロン回収破壊法の対象となり、廃棄する場合、適正な処理が義務付けられた。

### ビル用マルチエアコン

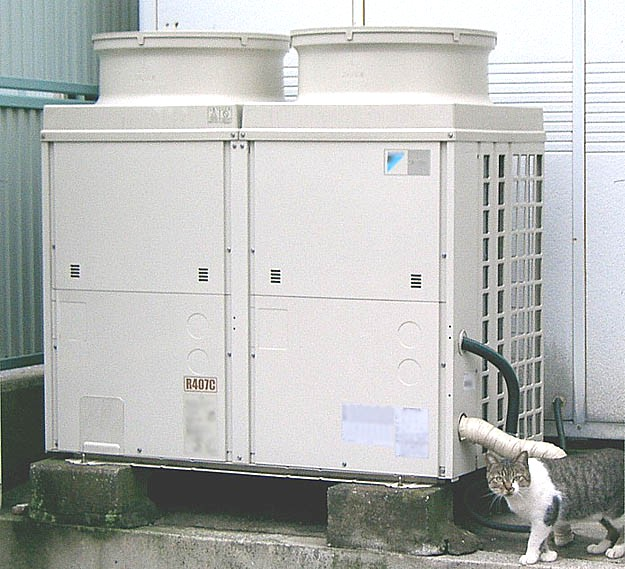
業務用エアコンの室外機

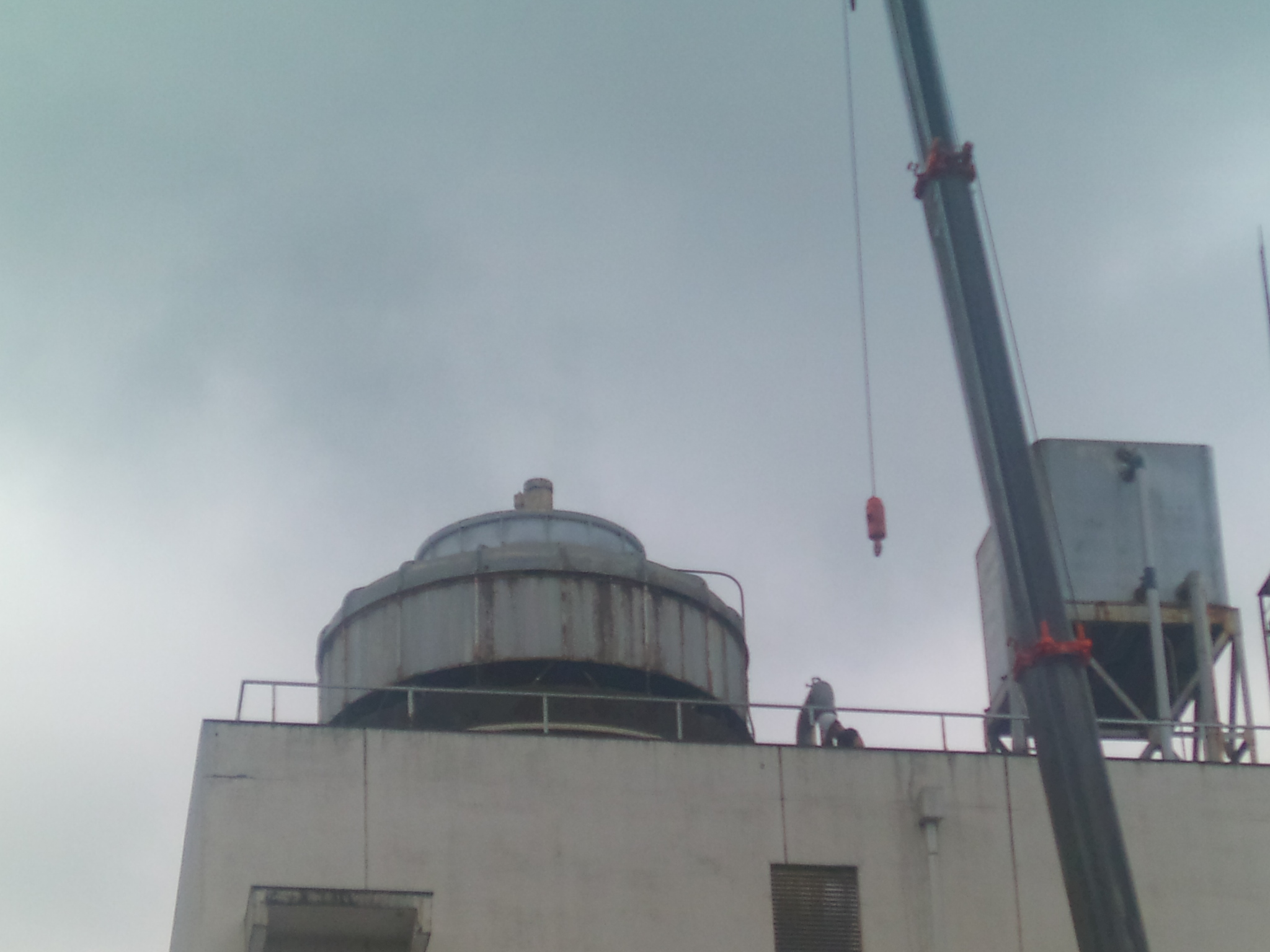
ビルの屋上に設置してあるクーリングタワー

ビル用マルチエアコンは、一つの室外機で複数の室内機を使用し空調を行うものである。中小規模の建築物で一般に使用されていて、以下の特徴がある。
- 室内機の個別起動・停止が可能である。
- 増設が容易に出来る。

大型又は大規模のビルの空調装置は、冷媒に水を使用しており、冷房の場合には、チリングユニット、吸収式冷凍機、ターボ冷凍機などの吸収式冷凍サイクル又はヒートポンプ式冷凍サイクルを使用した熱源機器類と冷水槽との間でポンプによる循環を行い、熱源機器類で作られた冷水が冷水槽に溜まる。そこから別のポンプにより、部屋の天井に設置されたファンコイルユニット又はビルの屋上に設置されているエアハンドリングユニットにある熱交換器との間で冷水が循環して部屋の空調を行う。また、熱源機器類の運転時に、冷凍サイクルの凝縮器から発生する熱は、熱交換器で冷却水（水を使用する）と熱交換を行い、ポンプによりビルの屋上に設置してあるクーリングタワーとの間で冷却水が循環して冷却されるシステムとなっている為、広い意味での「エア・コンディショナー」と言える。歴史的には欧米で先行して普及したセントラルヒーティングのシステムに冷房機能を追加したもので、古い設備などでは暖房にはボイラーを用いるものもある。

### コンビニエンスストア用
コンビニエンスストア専用の冷凍・空調統合システムが存在し、以下のような特徴がある。
- 冷凍・空調統合システムであるため冷媒の総使用量が少ない。
- 冷蔵・冷凍ショーケースの廃熱で暖房するため効率が高い。
- 冷房時も制御の工夫により最大需要電力・使用電力量とも少なくなっている。

メーカーの発想に違いがあり冷媒回路を空調、冷蔵、冷凍で共有する方式（システムダウン時、どちらも運転不能）や三菱電機のように熱交換器で相互の熱のやりとりをすることで冷媒回路や通信制御が全く独立していて単独で機能するのもある。

### エンジンヒートポンプ
内燃機関（エンジン）を動力にヒートポンプを作動させるもの。主に都市ガスを用いるガスエンジンヒートポンプ（GHP）の他、北海道など寒地の世帯に普及している灯油暖房インフラを利用する灯油エンジンヒートポンプ（KHP）がある。現行のエンジンはレシプロ機関だが、コージェネレーションと統合した次世代型としてマイクロガスタービンも構想されているものの製品化に到っていない。以下のような特徴がある。
- 消費電力が小さく、電力ピークカットの効果も高い。発電機を搭載した機種もあり、自己消費電力のほとんどをまかなう為、商用の消費電力はごく僅かである。
- 空調用の受電設備が不要なため、新規導入時のイニシャルコスト面でメリットがある。
- 所要能力の大きい事業用では電気式だと地域の給電網が対応しきれない場合もあり、その際に有力な選択肢である。
- 電気式のものより、ガスエンジン回りの整備・点検や、消耗品の交換費用が多くかかる。特に寿命後期には顕著なトラブル増加が辟易され、買替需要を逃すこととなった。
- 機器本体のみを比較すると、初期導入費用が電気式より高い。
- 多くのガス事業者で、通常より安価な空調用のガス料金を別途設定しているため、メータと配管を他の系統と別にすることが多い。
- 室外機の設置スペースまたは高さが電気式に比べ大きく必要（20馬力システムだと電気式と比較した場合占有面積は2割増し、高さは1.5倍、重量は2倍ある）。
- モーターに比べ騒音が大きい。またガス燃焼特有の主として窒素酸化物に加えて、燃料ガスの付臭剤がTBMに代表される硫黄化合物であれば硫黄酸化物いわゆる亜硫酸ガスによる臭気が発生する[注 4]。一酸化炭素も排出される。
- 上記窒素酸化物を含んだ燃焼排気ガスから亜硝酸を含んだドレイン排水が発生するが、強酸性であるため中和処置を行わず垂れ流しにするとコンクリートの腐食を誘発する。
- ガスエンジンの廃熱を暖房に利用できるため、寒冷地においても暖房運転の立ち上がりが良い。また暖房時の室外熱交換器の除霜にもエンジン廃熱を用いるため、暖房能力の低下を抑えることができる。
- エンジンがコスト面から旧式を使っており総合効率は1を少し上回る程度（エンジンが30%程度、ヒートポンプがEER値が3〜4の場合システムCOP値は1〜1.2）で近年の電気式の省エネ化（特にマルチでなく1:1システムが顕著）でCOP値が4以上と従来機の半分の電気代で運転できる事から、導入費用+保守費用+ガス代を考えてもGHPが割高となるケースがある。
- エンジン式の構造上、現状では冷媒漏れが避けられない。
- 燃料（特に都市ガス）の供給が絶たれると運転できない。
- 商用電力を利用して運転するため、原則停電時には運転できない。ただし、電源自立型と呼ばれるタイプでは、発電機とバッテリを内蔵することで停電時でも起動、運転が可能となる。発電した電力のうち余剰分は、通常の電力として使用することも可能である。

LPGは災害時に供給が止まることが少なく、発電機で少量の電気を供給すれば稼動する。一方運搬に必要な道路のインフラストラクチャーの損傷具合によっては都市ガス同様に復旧が遅くなる事もある。ただし、都市ガスは復旧が遅く長期に渡って空調が使えなくなる。したがって都市ガスが無ければ営業自体ができない店舗（飲食店やガス炊きボイラーの浴場）はともかく、病院や事務所など直接ガスに依存しない施設ではGHPのみに依存すると空調に支障をきたす場合がある。なお現行のGHPにおいては、使用燃料を都市ガス(13A)とLPG間で相互に切り替えることが可能であるため、必要に応じて都市ガスからLPGに切り替えたうえでボンベを接続することで、運転の継続が可能となる。

## 車両用

### カーエアコン
自動車に取り付けてあるエアコン。基本的な構造は、冷房の場合は通常のエアコンと変わりなく、コンプレッサーを使う方式である。コンプレッサーは電磁クラッチの断続によってエンジンの動力で冷媒を圧縮し、圧縮されて蓄熱された冷媒は、車両前方のラジエーター前などに配置されたコンデンサー（凝縮器）で走行風や電動ファンによる強制空冷で冷却されガス状の冷媒が液化される。液化された冷媒は室内エアコンユニットのエバポレーター（蒸発器）に送られる。エバポレーターにはエキスパンションバルブ（膨張弁）が内蔵されており、ここで液化された冷媒が一気に気化されることにより、冷房サイクルが成立する。冷房を終えた冷媒はコンプレッサーに返送され、一部の余剰の冷媒は必要に応じてレシーバータンク（貯蔵庫）に蓄えられて再液化及び乾燥剤による除湿が行われる。
暖房は建物用エアコンと違い、液冷エンジン（水冷エンジン）においてはエンジンを冷却した冷却液（冷却水、クーラント）を室内のヒーターコアに導き、熱交換している。すなわちカーエアコンの暖房は、エンジンの廃熱利用にあたる。
これらの冷温風は電動送風機であるブロワモーターにより室内各所に送風される。カーエアコンはこれらの冷温風により、フロントガラスやサイドガラスの霜取りや曇り取り（デフォッガー/デフロスター）を行う機能も持たせられている。
温度調節はドライバーが手動で任意に行うマニュアルエアコンと、建物用エアコンのようにあらかじめ設定した室温に室温センサーなどで自動調節を行うオートエアコンが存在し、今日の日本市場ではオートエアコンが主流である。
クーラーの冷媒には一般的にはR134aが用いられる。かつてはフロン12（R12）が広く用いられていたが、オゾン層破壊が問題になったことにより現在ではR134aに完全に置き換えられている。しかし、R134a冷媒は強力な温室効果ガスでもあったR12ほどではないもののやはり地球温暖化係数（GWP）が高い温室効果ガスであることから、欧州F-Gas 規制 が制定され、2017年1月までに全ての欧州内の乗用車および軽トラックの新車のカーエアコンに使用される冷媒はGWPが150以下の冷媒を採用しなければならなくなった。2011年1月から発売される新型車から段階的廃止が始まり、代替冷媒としてCO2やHFO-1234yfが採用される模様である。
近年では花粉症対策などを謡ったクリーンエアフィルタがカーエアコンに装着される事も一般化している。バスの冷房装置については、機関直結式冷房装置、独立機関式冷房装置を参照。

### 鉄道用
鉄道車両に取り付けてある冷房装置（一部を除き冷房専用であることから、エアコンと呼ばれることは少ない）。基本的には電気で作動するが、気動車ではカーエアコンと同様、走行用エンジンの動力の一部を利用して作動するものが多い。
電車の場合、屋根または床下にコンプレッサー・エバポレーター・コンデンサーが一体化されたものが搭載され、最近のものでは、換気機能を有するものや空気清浄機を内蔵するものがあり、換気や暖房によって天井に上った空気を下へ戻すために冬でも送風を行うものもある。
冷房を弱めた弱冷房車も導入されている。

## 温度と湿度の調節
温度と湿度をセンサーで取得し解析、気流を制御することで快適な状態に保つ機能も実現している。

### 相対湿度の低下
冷房は室内機が結露し、その水分を屋外へ排水するため、湿度が下がる。これは、体感温度を下げる助けになる。
しかし、インバーターエアコンでは自在に出力を調整出来るため、始動時は高出力運転を行うが、室温が安定した後は低出力の運転を行う。低出力の運転では室内機が結露を起こさないため、室温だけが下がり相対湿度は上昇する。相対湿度の上昇は、不快感やカビ、ダニの発生の原因になる事があるため、除湿機を併用したり、冷房のかわりに再熱除湿を使用して、湿度の上昇に注意する必要がある。
暖房は室内で燃焼を行わないため、相対湿度が下がる。これは、体感温度を下げる副作用となる。結果、過度な暖房をし、自律神経失調症につながる場合もある。エアコンのみで暖房を行う場合は、加湿器を併用するなど、乾燥に注意する必要がある。

### 冷房と除湿
冷房運転は室温を設定温度に合わせるものであり、除湿運転は湿度を設定した湿度に合わせるものである。目的に応じ選択することにより快適な状態となる。同じ室温でも湿度が低ければ体感温度が下がり快適に感じるため、日本の夏のような多湿の場合は、室温をあまり下げなくても除湿をすれば快適に感じる場合がある。
除湿運転の原理には、弱冷房除湿方式と再熱除湿方式の2種類がある。
弱冷房除湿方式は、弱く冷房をかけて除湿する方式である。そのため温度を下げる能力は冷房運転より低下するため、消費電力も少なくなる。この方式では湿度と同時に温度も下がり、温度と湿度を独立に制御することができない。そのため、梅雨時など室温が高くない場合は肌寒く感じることもある。室温が低い場合には、除湿能力が低下する。
再熱除湿方式は、冷房により一度温度が下がった空気を、再度加熱（再熱）することにより、所望の湿度に調節する方式である。原理上、温度と湿度を独立に制御することが可能であり、また弱冷房除湿方式に比べ室温が低い場合でも除湿能力がある。ヒーターで再熱する場合冷房運転よりも消費電力は多い。このタイプの再熱除湿は近年の家庭用エアコンでは採用されていないが、一部の鉄道車両用エアコンなどで採用されている。近年の家庭用エアコンで多く採用されている再熱除湿は室外機の廃熱をリサイクルする方式で冷房に比べて温度を下げる能力が低下する。そのため、昼間など大きな冷房能力が必要なときに使用すると、室温が下がらずに消費電力だけ大きくなる場合もある。機種によっては温度や湿度をセンサーで監視し、最適なモードへ自動的に切り替える機種もある。近年ではインターネットでクラウドサービスに接続し、天気予報などから最適な条件となる設定値に合わせる機種も登場している。
除湿運転の場合、冷房運転だけでは取りきれない湿度を下げる事が出来るため、設定温度を高めにしても体感温度は下がる場合もあり、実際の消費電力は個々のケースによる。

## 電気代
- エアコンは消費電力が大きく、一般的なピークは夏期の日中である。対策として設定温度を上げる、すだれを降ろして部屋に流入する熱を減らす、部屋を仕切って冷やす空間を最小限にすることで消費電力を抑えられる。ただし風量を弱くしても、室内機のファンの回転が弱まるだけで、設定温度まで冷やす（または暖める）ことに変わりはなく、設定温度になるまでに時間がかかるため、エアコンの消費電力の大半を占めるコンプレッサーが長く高出力運転し、かえって消費電力量が増える[20][21]。
- インターネット上で「外出時などの時も冷房をつけたままにしておく方が電気代が安い」という情報が広まっているのを受けて、ダイキンが行った実験では、間取りなどが同じ条件で片方はつけたまま、もう片方は30分ごとに運転を入り切りしたところ、日中（9時〜18時）はつけたままの方が電気代が安くなり、夜（18時〜23時）は入り切りした方が安くなるとの結果が出た。昼夜で結果が違う理由は、昼夜の気温差で、一番電力を消費する起動時の電力量に差があるからである。実際には部屋の間取りや断熱性、天候などの環境要因によって結果が違ってくるとしている[22]。
- カジナビの調査によると、エアコンを「つけっぱなし派」が多いのか「こまめに消す派」が多いのかというアンケート調査では、「つけっぱなし派」が多い結果となった。回答としては、「テレビ番組で見たから」「電気代が安くなると聞いたから」などの理由が多く、テレビ番組やSNSでの影響を受けていると考えられる。また、つけっぱなし派とこまめに消す派の電気代には大きな差が見られなかった[23]。
- 経済産業省 資源エネルギー庁「省エネ性能カタログ」より作成されたエアコン期間消費電力量の推移からその電気代を出した調査によると、1995年に40,284円だったものが2000年には27,459円と5年間で約3分の2まで減少している[24]。その後も2006年の23,814円まで毎年少しずつ電気代は減少してきたが、2015年の22,518円までの9年間では電気代はほぼ横ばいとなっている[24]。
- 必要なエアコンの能力は、設置する畳数のみに左右されず、住宅の断熱性能や気密性能、窓の方位や庇などによって大きく異なる[25][1]。日本建材・住宅設備産業協会の資料によると、夏場において冷房中に熱が流入する割合の73%が窓に代表される開口部である[26]。そのため対策、樹脂サッシの採用やガラスの複層化、二重窓の設置などにより断熱を強化することで、エアコンによる電気代を節約する手法がある[27]。
- 各メーカーでは消費電力を抑えるためにAIによる気温予測など、様々な機能を開発している[18]。
- 通常の冷房動作は、最初にフルパワーで冷却し設定温度を下回ると停止、設定温度を上回ると再度冷却するという断続運転が基本である[28]。この方式が早く冷やせて設定温度を維持しやすいとされる[28]。しかし2020年代からは就寝時に28℃前後で冷房をつけっぱなしにする使い方が広まり、同時に省エネも重視されていることから、消費電力を抑えながら弱い冷房で動作するモードなども考案されている[29]。

## 問題点
- 断熱性能が低い建物にそのままエアコンを設置しても効率が悪い[1]。効率を改善するには住宅の改修が必要となる。
- 室外機は特に冬場に暖房にすると音が強くなることがある。
- 風量を強くすると、空気循環（サーキュレーション）も出来て効果的であるが、暖房時は設定温度を下げて風量を強く設定しても、吹き出し温度が低くなると寒く感じるのを防ぐ為風量が弱くなる機種も多い。この場合、風量を「強」にしても「自動」にしても同じである。冷房時は設定温度を上げて風量を上げると、除湿能力が低下する場合がある(湿度が高いと体感温度が上がって設定温度を低くしがちになったり、熱中症や食中毒の原因になったりする)。このため設定温度だけを上げて風量は自動に設定し、送風の補助として扇風機やエアサーキュレーターなどを適切に併用する使い方もある。
- 通常のエアコンは換気能力を備えていないが、1999年ごろから換気機能を備えたエアコンが登場し、後付けの換気ユニットも販売されている[30]。換気のためのダクトが別に存在し、直接外気に晒すタイプと、室外機に接続するタイプがある。「原発事故が発生し屋内退避指示が出たらエアコンを止めること」と周知する報道機関が存在するが[31]、換気機能が付いている場合であり、換気機能が付いていないエアコンまたは換気をオフにできるエアコンを止める必要はない。
- 家電品の中では、メンテナンスコストと掃除の要求頻度が比較的高い。室外機は内部の掃除を怠ると、増殖したカビが室内に拡散される場合がある[32]。対策として熱交換器の位置を工夫することで室内機内部の湿度上昇を抑え結露を防止したり、高機能フィルターにより埃の吸い込みを抑えた製品もある[18]。
- 水冷式の屋外機内では、メンテナンスが不十分であると細菌が発生しやすく、飛沫による拡散が問題となる可能性がある。2012年、カナダのケベック・シティーの住民など176人がレジオネラ症を発症し、うち12名が死亡する事件が発生した[33]。
- 寒冷地に対応した機種も存在している。基本的に日常の運転時間を学習し、概ね運転1時間から30分前から室外機コンプレッサーを電熱ヒーターで温め、室外機の着霜や凍結での排水障害を凍結防止の電気ヒーターで溶かすという、旧来のパッケージ・ビル用等の大型機種の機能を応用している[34]。電熱ヒーターでの等価熱量を掛けているため省エネ性能を引き下げることや、霜取り中は暖房が停止する[35]ためメーカー各社は様々な工夫を施している[34]。コンプレッサーモーターの多極化による低速回転の安定性や、圧縮高温ガスの室外熱交換器への再循環弁制御での除霜などもあるが、効果は前述したほどではない。

## エアコンメーカー

### 日本の主なエアコンメーカー
主に家庭用を製造・販売　※（）内ブランド名
- ダイキン工業（うるさら）

2010年より空調事業（家庭用・業務用）の世界シェア1位。国内シェア1位のパナソニックと包括提携。GHPの室外機はアイシンからのOEM。
- パナソニック（エオリア）

家庭用空調機器の国内シェア1位。空調事業世界シェア1位のダイキン工業と包括提携。
- 東芝キヤリア（大清快）

東芝とキヤリアとの合弁という形で設立（2010年5月より家庭用エアコンの販売は東芝ライフスタイルが担当）。かつては石油もしくはガスエアコン（いずれも家庭用ならびに業務用）にも手掛けていたが、現在は撤退している。基幹部分はコロナへもOEM供給。
- 富士通ゼネラル（ノクリア）

主に家庭用。パッケージエアコンや業務用エアコンは海外のみで販売。
- 三菱電機（霧ヶ峰）

一部の業務用エアコンは三菱重工業のOEM。過去に家庭用ガスルームエアコンも製造していたが、現在は撤退している。基幹部分は長府製作所へもOEM供給。
- 三菱重工業（ビーバーエアコン）

一部のハウジングエアコンは三菱電機のOEM。業務用ガスエアコンの室外機はアイシンもしくはパナソニック産機からのOEM。三菱自動車ならびに三菱ふそう向けの自動車用も製造。
- 日立ジョンソンコントロールズ空調（白くまくん）

日立の空調部門（日立アプライアンス→日立グローバルライフソリューションズ）と米国ジョンソンコントロールズとの合弁会社で家庭用からチラーも含めた業務用と幅広い。かつては都市ガス向け家庭用ガスルームエアコンやGHPも手掛けていたが日立ブランドとしては撤退してはいるものの、現在のGHPはヤンマー向けOEM展開は継続中。
- シャープ

過去に業務用も販売。ダイキン製である。
- コロナ（リララ）

基幹部分は東芝製を採用し、冷房専用機種・ウインド型も販売。
- アイリスオーヤマ（エアウィル）

2017年から事業参入。
- トヨトミ

ウインド型のみ製造・販売している
- 小泉成器

ウインド型のみ製造・販売している。千石のOEM
業務用・その他のみ製造・販売
- アイシン（GHP式） - 過去には室内ユニットは三菱重工製を使用していたが、現在は室内ユニットのみダイキンからのOEM。かつて中型タイプの室外機はパナソニック産機からのOEMだった。
- ヴァレオサーマルシステムズ（自動車向け）
- 神戸製鋼所（業務用空調）
- ケーヒン（自動車向け）
- カルソニックカンセイ（自動車向け）
- 千石（OEM生産のみ）
- デンソー - 自動車向けが中心だが、過去にはオフィス用灯油ヒートポンプ（KHP）タイプも取り扱っていた（パナソニック産機製）。主に同社の工場等で見かける。
- デンソーエース - 旧ゼネラルエアコンテクニカ、スキニー[注 6]というブランドでトヨタ系列施設、輸入住宅、コンビニで使用。
- 長府製作所（基幹部分は三菱電機製、一部機種はダイキンのOEM）
- 富士電機 - 業務用ではエアスカットというブランドで販売（三菱重工製）。家庭用は海外向け。現在は富士通ゼネラルのOEM。
- パナソニック産機システムズ - パナソニックの子会社で三洋電機の業務用空調事業を引き継いだ会社。これまで親会社が取り組んでいなかった業務用GHPやチラーといった大型特殊空調事業にも参入している。
- ヤンマーエネルギーシステム（GHP式） - 室内機は日立（Hタイプ）とダイキン（Dタイプ）からのOEM。

### かつて手掛けていた日本のエアコンメーカー
- 吉井電気（ウインド型）ブランド名アビテラックス(Abitelax)
- ハイアールジャパンホールディングス（ウインド型）
- 三協
- GAC - デンソーエースに統合。日本で初めて窓用タテ型ウインドエアコンを製造。GEスキニーというブランドで1974年〜1983年まで製造・販売された。
- ソニー - ダイキン工業のOEM。
- 松下冷機 - パナソニックに吸収された。
- 三洋電機 - 2010年モデルから家庭用エアコンは富士通ゼネラルのOEMだったが、パナソニックの完全子会社化に伴い、家庭用からは撤退。業務用もパナソニック産機システムズに引き継ぐ形で撤退。
- 高木産業（現パーパス） - 家庭用ガスエアコンのみ販売。パナソニックのOEM。
- 東洋キヤリア工業 - 東芝キヤリアに統合。統合前は東芝や三洋からのOEM。
- ノーリツ - 三洋などからのOEM。
- 日本電気ホームエレクトロニクス（三洋などからのOEM。）
- 日本ビクター（現JVCケンウッド） - 三菱重工業のOEM。
- ブラザー工業 - 三菱電機のOEM。
- 船井電機
- ホリエ電機 - 壁掛型、ウインド型共に手掛けていたが1998年に解散した[36]。
- ゼクセル（旧・ヂーゼル機器） - 自動車向け。ヴァレオサーマルシステムズに社名変更。
- ヤマハ発動機 - GHP式。室内ユニットはパナソニックもしくは三菱電機製。「リビングメイト」と呼ばれるハウジングモデルは室内・室外共にパナソニック産機製が使われた。筆頭株主であるヤマハのルートを通じて学校施設への納入が多かった。
- ユーイング（旧・森田電工） - ウインド型。
- リンナイ - LPガスや都市ガスを用いた家庭用ガスエアコン。主に東芝やシャープからのOEM。
- サンデン - 自動車向け。特に吊り下げ型カーエアコンのレザムが有名だったが、吊り下げ型エアコンもエアコンを標準装備する車が増加したことにより、市場縮小していった。

### 外国の主なエアコンメーカー
- キヤリア
- グリー・エレクトリック（珠海格力電器股份有限公司）
- ハイセンス - ヤマダ電機グループ、ビックカメラグループのプライベートブランド品も製造。
- LG
- サムソン
- ハイアール
- 美的集団 - 東芝ライフスタイルとは別のブランド「Comfee」で販売している。